# Parole der Woche

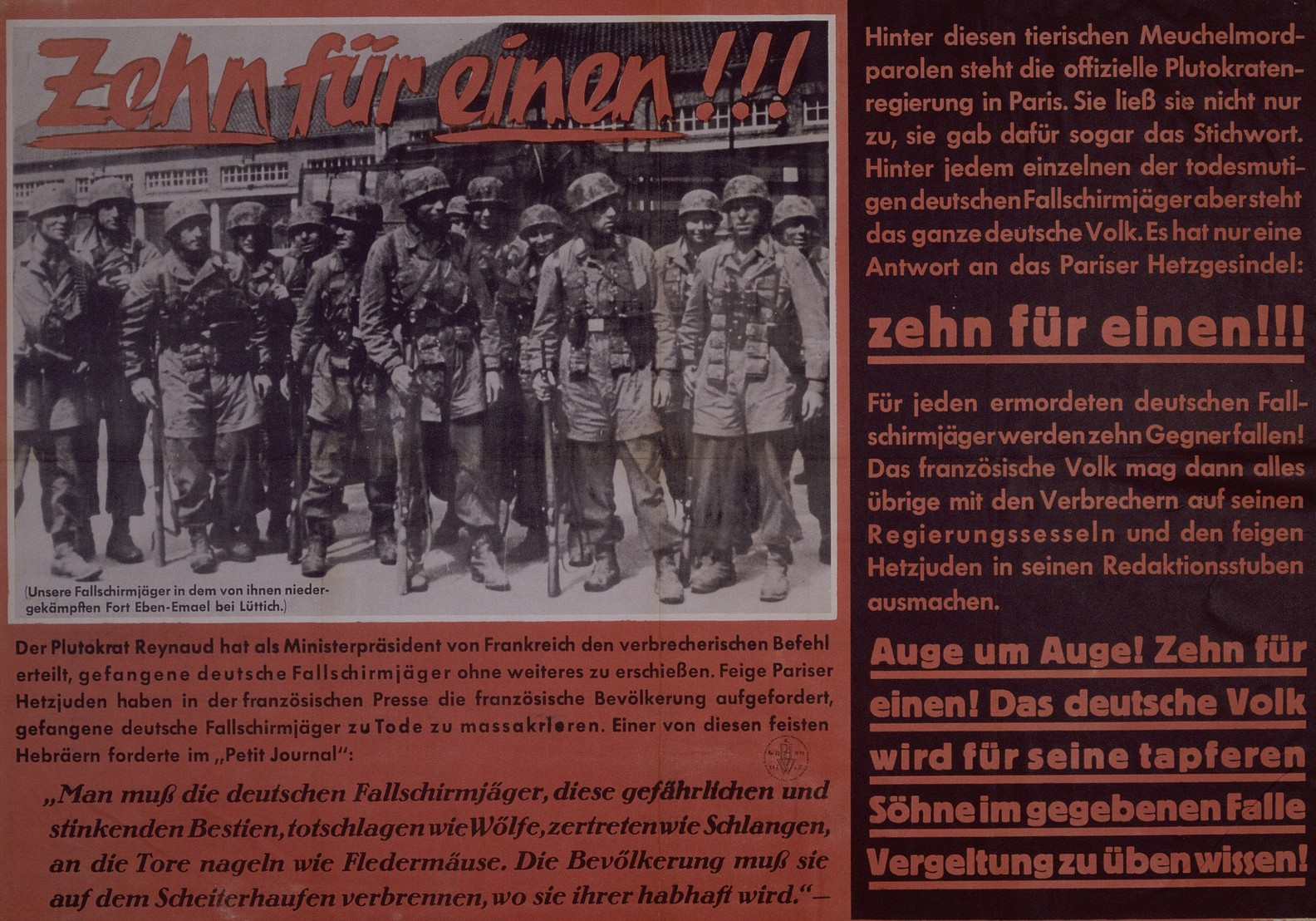
„Zehn für einen!!!“ (27. Mai 1940)

Die Parole der Woche war eine Wandzeitung der Reichspropagandaleitung der NSDAP, die zum öffentlichen Aushang bestimmt war. Zwischen April 1936 und Februar 1943 erschienen mehr als 400 Ausgaben.

## Herausgeberschaft
Eine erste Ausgabe erschien am 16. März 1936 als „Wahlkampfzeitung“ kurz vor der Reichstagswahl vom 29. März 1936, die mit einer nachträglichen „Volksabstimmung über die Ermächtigung zur Rheinlandbesetzung“ verbunden war. Danach beschloss man, dieses Propagandamittel beizubehalten, und ab 1. April 1936 erschien die Parole der Woche als neue Wandzeitung regelmäßig. In den folgenden Ausgaben wurden die Worte „Parole der Woche“ durch Farbgebung und Größe augenfällig hervorgehoben, schließlich aber nur noch im Kleindruck erwähnt.
Als Herausgeber zeichnete die Reichspropagandaleitung der NSDAP, Hauptstelle „Aktive Propaganda“, mit Sitz in München. Das Impressum der ersten Ausgaben lautet: „Zentralverlag der NSDAP, München, verantwortl. Walter Schulze, München, Druck: M. Müller & Sohn K. G., München.“ Unter dem Titel „Die Parole der Woche“ stand die Unterzeile „Parteiamtliche Wandzeitung der NSDAP.“ Ende 1938 wird im Impressum „Zentralverlag der NSDAP, Frz. Eher Nachf., München“ genannt. 1940 zeichnete verantwortlich für den Inhalt Hannes Kremer, ab 1942 W. Wächter.

## Verbreitung

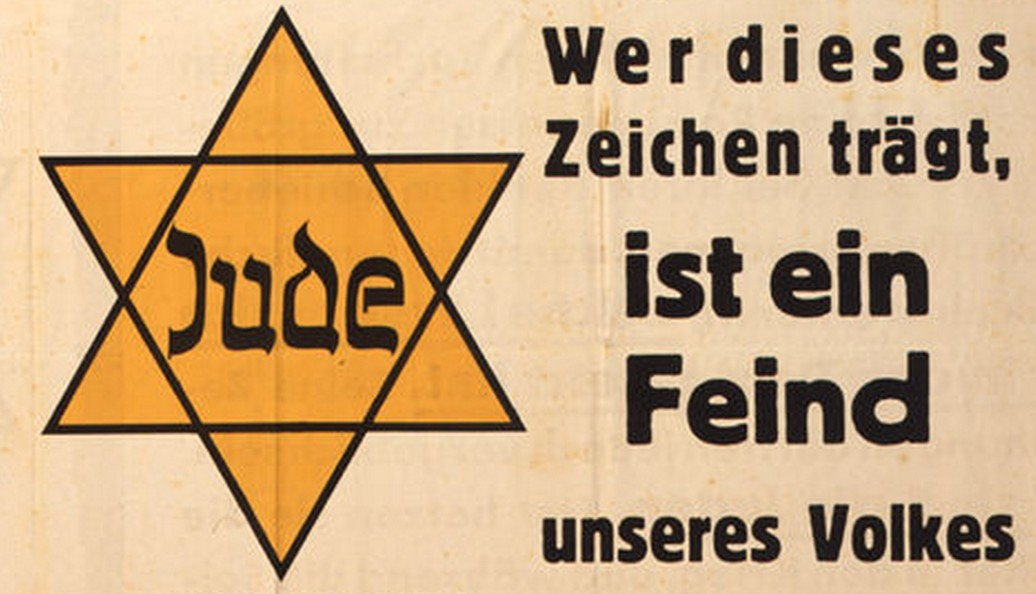
Antisemitische Propaganda in der Ausgabe vom 1. Juli 1942

Die großformatige parteiamtliche Propagandazeitung war ausschließlich zum Aushang bestimmt. Empfohlen wurden dafür einfach und kostengünstig herzustellende Holztafeln. Wegen des wöchentlich wechselnden Aushangs seien Glasabdeckung oder Schutzgitter nicht erforderlich. Die Tafeln sollten an öffentlichen Plätzen, in Wartesälen, Postämtern, Hotels, Gastwirtschaften und in größeren Betrieben aufgestellt werden.
Die wöchentlich erscheinende Wandzeitung wurde nicht kostenlos abgegeben, sondern musste gegen einen monatlich zu entrichtenden Bezugspreis von 0,80 Reichsmark angefordert werden. Diese Kosten wurden oft von Parteigliederungen übernommen. Bei privat geführten Betrieben rechnete man auf freiwillige Spenden der Inhaber. Die erhoffte große Verbreitung blieb jedoch anfangs aus. Zeitzeugen ist meist nur der Anschlag bei öffentlichen Gebäuden in Erinnerung.
Die Meldungen aus dem Reich berichteten 1940, die Wandzeitung werde von der Bevölkerung mit großem Interesse gelesen und wirke vor allem auf jene Schichten, die nicht täglich zur Zeitungslektüre greife. Im Elsass würden vom Chef der Zivilverwaltung wöchentlich kostenlos 1500 Exemplare zur Verfügung gestellt.

## Formen
Stil und Format der Wandzeitung änderten sich mehrfach. Erste Ausgaben hatten die Maße 135 cm mal 54 cm und ähneln drei nebeneinandergelegten Zeitungsblättern. Schon bald wurde auf ein neues Format von 120 cm mal 84 cm umgestellt, das unter dem hervorstechenden Titel „Parole der Woche“ eine aktuelle hervorgehobene Schlagzeile erlaubte. Ab Ende 1938 trat der ursprüngliche Haupttitel nur noch im Kleingedruckten auf und schwand zu Gunsten inhaltlicher Schlagzeilen. Die Propagandazeitung wurde plakativer und farbiger gestaltet, sie enthielt großformatige Fotos und Grafiken.
Offenkundig gab es zeitweilig stark verkleinerte gummierte Formate, die zu Propagandazwecken auf Auslandspost geklebt werden konnten. Bei diesen Verkleinerungen, die die farbliche Gestaltung der jeweiligen Originalausgabe aufnahmen, entfiel ein Teil des Textes.

## Inhalte
Häufig wurden in den ersten Jahren Gedenk- und Feiertage der „nationalsozialistischen Bewegung“ thematisiert oder angebliche Leistungen und Erfolge des neuen Regimes herausgestellt. Schlagzeilen galten zum Beispiel der Überwindung der Arbeitslosigkeit (1936/16), dem Bauerntum (1936/27), dem Vierjahresplan (1936/33), der Deutschen Weihnacht (1936/38), dem Tag der Machtergreifung (1937/5),  dem Reichsparteitag 1937 (1937/37), dem Winterhilfswerk (1937/41) und dem Mannestum eines wehrhaften Volkes von Kämpfern (1938/27). Gelegentlich wurde – noch nicht mit voller Aggressivität – gegen Freimaurer, Juden, Kirchen und Plutokraten gehetzt, so zum Beispiel die Jüdische Hetze (1937/12) zum Thema gemacht.
Die Ausgaben der ersten drei Jahre bilden nach Urteil Franz-Josef Heyens ein „sehr informatives Kompendium nationalsozialistischen Gedankengutes und nationalsozialistischen Alltags“ ab. Nach Kriegsausbruch überwogen jedoch blanker Hass und reine Hetze, pathetische Glorifizierung und fanatische Kampfparolen. Als „Dokumente des Verrates“ wurde am 9. Juli 1941 aus angeblich erbeuteten Dokumenten zitiert, die einen von der Sowjetunion geplanten Überfall beweisen sollen.

## Gegenpropaganda

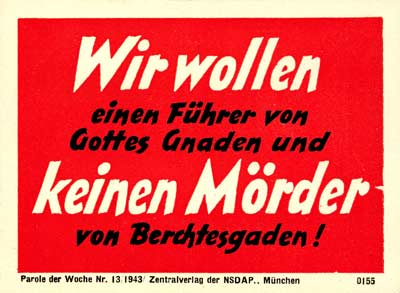
Gegenpropaganda (März 1943)

Die englische Gegenpropaganda setzte ab Ende 1942 in Frankreich kleinformatige Fälschungen ein wie zum Beispiel eine mit der Bezeichnung „Parole der Woche, Nr. 46/1943, Zentralverlag der NSDAP, München“. Das verkleinerte Plakat enthielt ein erfundenes Zitat; Adolf Hitler hätte angeblich am 8. November 1943 gesagt: „Wenn das deutsche Volk unter der augenblicklichen Last zusammenbrechen sollte, würde ich ihm keine Träne nachweinen. Es würde sein Schicksal verdienen“. Fast alle der achtzehn bekannt gewordenen gefälschten Aufkleber stammen aus der Zeit, als die deutsche Parole der Woche das Erscheinen schon eingestellt hatte.